# オールド・パタゴニア急行
オールド・パタゴニア急行は、アルゼンチンのチュブ州を走る列車である。愛称は「トロチータ」(La Trochita)。イギリス人の作家、ポール・セルーの著書で紹介されたことから一躍有名となったが、1990年代初頭に廃止。現在は観光列車として復活を遂げている。

## 概要
チリ国境に近いパタゴニア地方のロカ将軍鉄道エスケル支線は、沿線人口が希薄だったこともあり1993年に列車の運行は廃止された。
しかし地元の熱心な保存運動が実り、週一往復の体制でニュルキンコ、エルマイティンとエスケル間の列車の運行が復活。観光開発の目的もあり、ボールドウィン社製蒸気機関車が数両の客車を牽引して走る。アルゼンチンでは1990年代に無煙化が完了しており、国内で実際に動く蒸気機関車が定期的に見られる場所として徐々に認知度が高まっている。

## 備考
- 蒸気機関車の燃料は石炭から重油へ転換されている。
- 蒸気機関車は1920年代に製造。
- 軌間は750 mmであるため車両は小ぶりである。
- 客車は木造が多数。
- 編成端には無料の沿線住民専用車が連結されている。